# Faraba (Kéniéba)
Faraba è un comune rurale del Mali facente parte del circondario di Kéniéba, nella regione di Kayes.
Il comune è composto da 12 nuclei abitati:
- Affia
- Babara
- Darsalam I
- Faraba
- Garoudji
- Gouba
- Kossaya
- Koulia
- Koulo
- Liberta
- Ouologo
- Tombokoly